# Mhlangatane
Mhlangatane ist ein Inkhundla (Verwaltungseinheit) im Zentrum der Region Hhohho in Eswatini. Es ist 277 km² groß und hatte 2007 gemäß Volkszählung 22.421 Einwohner.

## Geographie
Das Inkhundla liegt im Zentrum der Region Hhohho westlich der Hauptstadt Mbabane an der Hauptstraße MR 3.

## Gliederung
Das Inkhundla gliedert sich in die Imiphakatsi (Häuptlingsbezirke) Mangweni, Manjengeni, Malibeni, Mpofu, Ndvwabangeni, Nhlanguyavuka, Nyakatfo, Sidwashini und Zinyane.